# Сотников, Николай Яковлевич
Николай Яковлевич Сотников (1 августа 1926 — 4 марта 2000) — советский воин-пехотинец в годы Великой Отечественной войны, Герой Советского Союза (10 апреля 1945), ефрейтор.

## Биография
Николай Сотников родился 1 августа 1926 года в деревне Малая Скаредная (ныне село Малоскаредное Аромашевского района Тюменской области). Окончил школу-семилетку в 1941 году. Поступил в Тобольское педагогическое училище.
В ноябре 1943 года призван на службу в Красную Армию. С июня 1944 года в действующей армии в Великой Отечественной войне. Воевал в составе 245-й стрелковой дивизии. Принимал участие в Мадонской и Рижской операциях 1944 года, освобождении Риги, Сандомирско-Силезской, Нижне-Силезской, Верхне-Силезской, Пражской наступательных операциях. Отличился при освобождении Кракова и Катовице, форсировании Одера в 1945 году.
Во время операций по освобождению Прибалтики летом и осенью 1944 года служил телефонистом миномётной роты, был дважды награждён медалями «За отвагу» (приказ № 044 от 21 сентября 1944 года по 901-му стрелковому полку 245-й стрелковой дивизии 3-го Прибалтийского фронта и № 052/н от 23 октября 1944 года по 898-му стрелковому полку 245-й стрелковой дивизии 2-го Прибалтийского фронта).
К январю 1945 года ефрейтор Николай Сотников окончил пулемётные курсы и командовал пулемётным расчётом 1-го стрелкового батальона 904-го стрелкового полка 245-й стрелковой дивизии 59-й армии 1-го Украинского фронта. Отличился во время Висло-Одерской наступательной операции. 30 января 1945 года Сотников со своим расчётом переправился через реку Одер и стрельбой из своего пулемёта обеспечил переправу 2-й стрелковой роты. Противник предпринял контратаку численно превосходящими силами. Видя серьёзную опасность, ефрейтор Сотников самостоятельно принял решение и, выдвинув свой пулемёт на шоссейную дорогу, без помощи наводчика и командира расчёта обстрелял позицию противника. Огнём пулемёта были уничтожены 2 пулемётных точки противника и до 15 вражеских солдат. 1 немец был взят в плен. В этом бою ефрейтор Сотников был тяжело ранен, но ушёл с поля боя только, когда была отражена последняя контратака противника.
Указом Президиума Верховного Совета СССР от 10 апреля 1945 года за «образцовое выполнение боевых заданий командования на фронте борьбы с немецко-фашистскими захватчиками и проявленные при этом мужество и героизм» ефрейтору Николаю Яковлевичу Сотникову присвоено звание Героя Советского Союза с вручением ордена Ленина и медали «Золотая Звезда» за номером 4982.
После выписки из госпиталя служил в 815-м стрелковом полку 394-й стрелковой дивизии и в 928-м стрелковом полку 252-й стрелковой дивизии. В декабре 1945 года был демобилизован по состоянию здоровья.
Вернулся в Тюменскую область, работал учителем средней школы, затем был выдвинут на руководящую работу в систему лесного хозяйства в Тюменской и Свердловской областях. В 1953 году вступил в КПСС и с 1956 года находился на партийной работе. Работал в Новосибирске инструктором Кировского районного комитета КПСС, председателем заводского комитета профсоюза производственно-ремонтного предприятия «Новосибирскэнерго», начальником отдела кадров Западно-Сибирского территориального управления по гидрометеорологии и контролю природной среды. В 1965 году окончил Новосибирскую высшую партийную школу. После выхода на пенсию остался жить в Новосибирске.
Скончался 4 марта 2000 года, похоронен на Заельцовском кладбище Новосибирска.